# هافل
هافل رودی است که از براندنبورگ سرچشمه می‌گیرد و به البه می‌ریزد. این رود از کشور آلمان می‌گذرد. طول آن ۳۲۵ کیلومتر (۲۰۲ مایل) است. هافل در بیشتر طول خود، قابل کشتیرانی است. این یک پیوند مهم در اتصالات آبراه بین شرق و غرب آلمان و حتی فراتر از آن است.

## نگارخانه

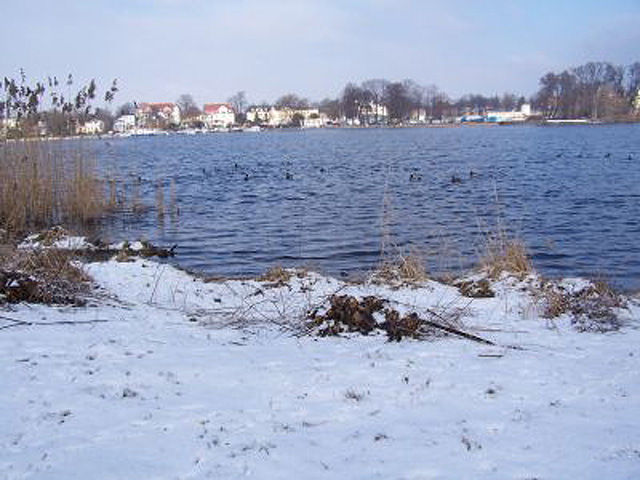
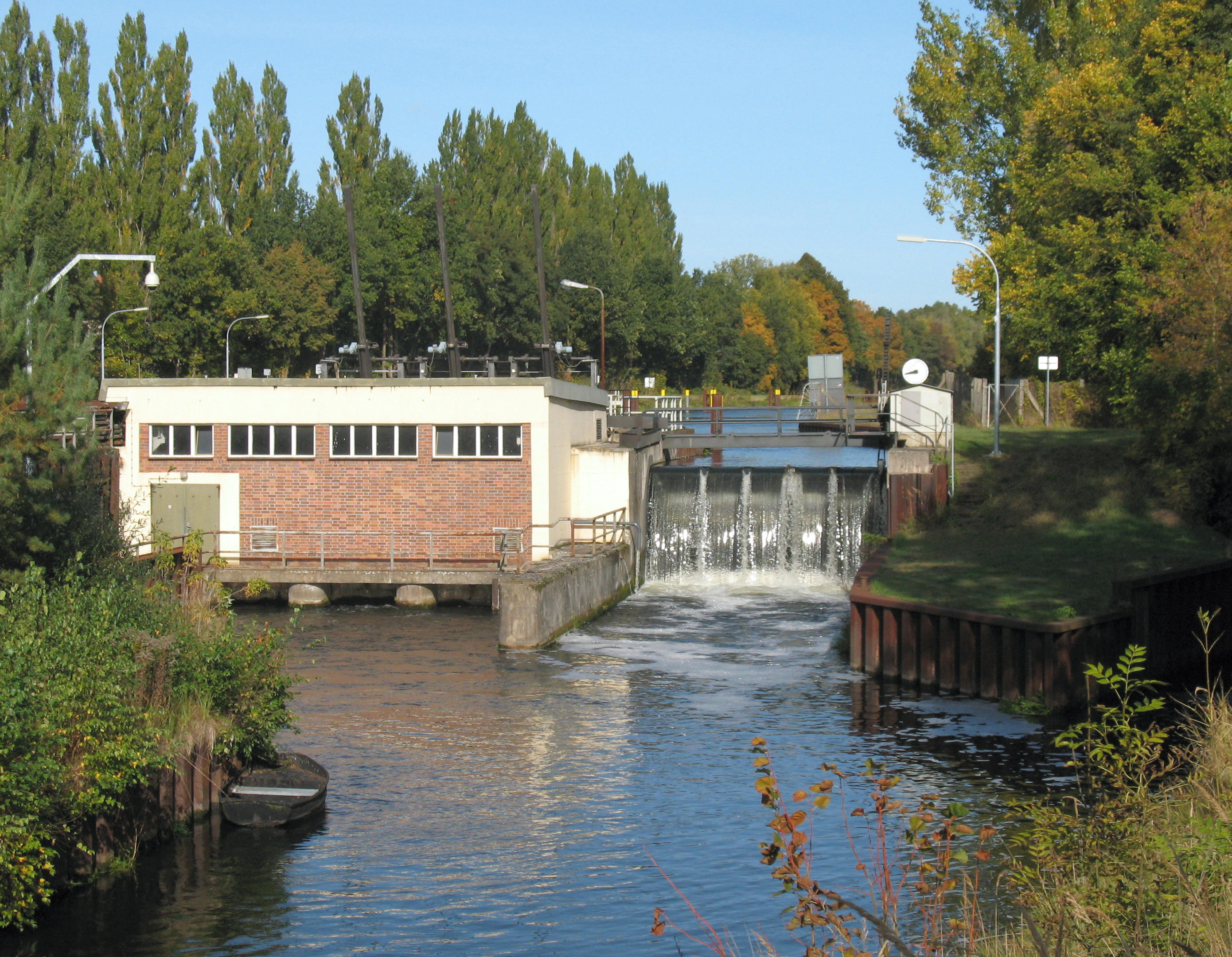
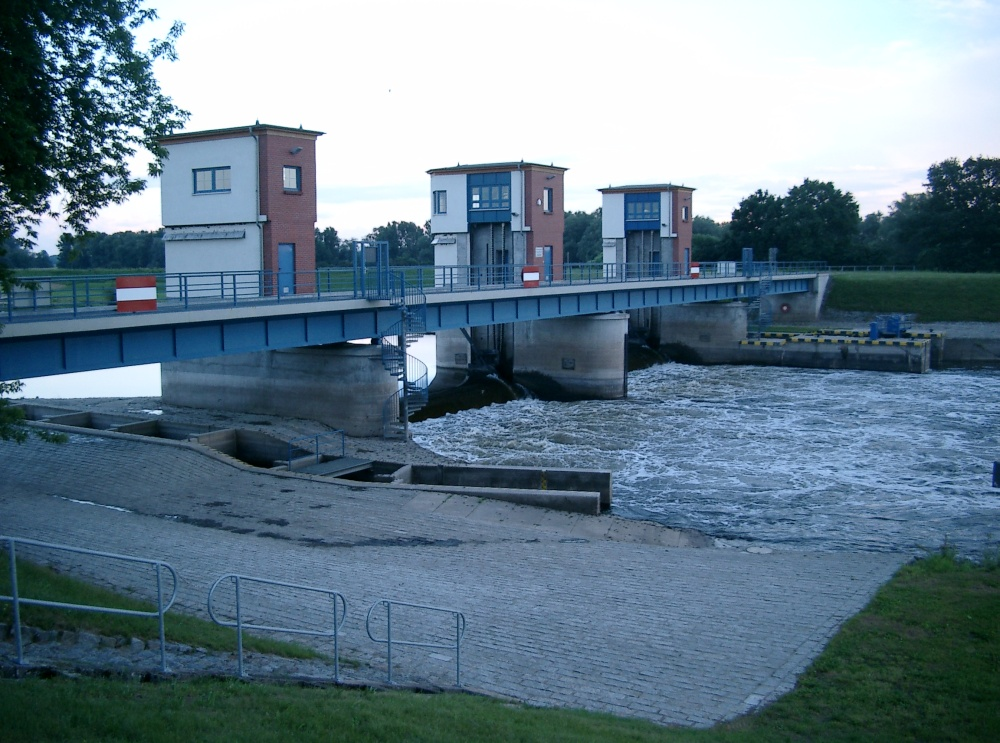
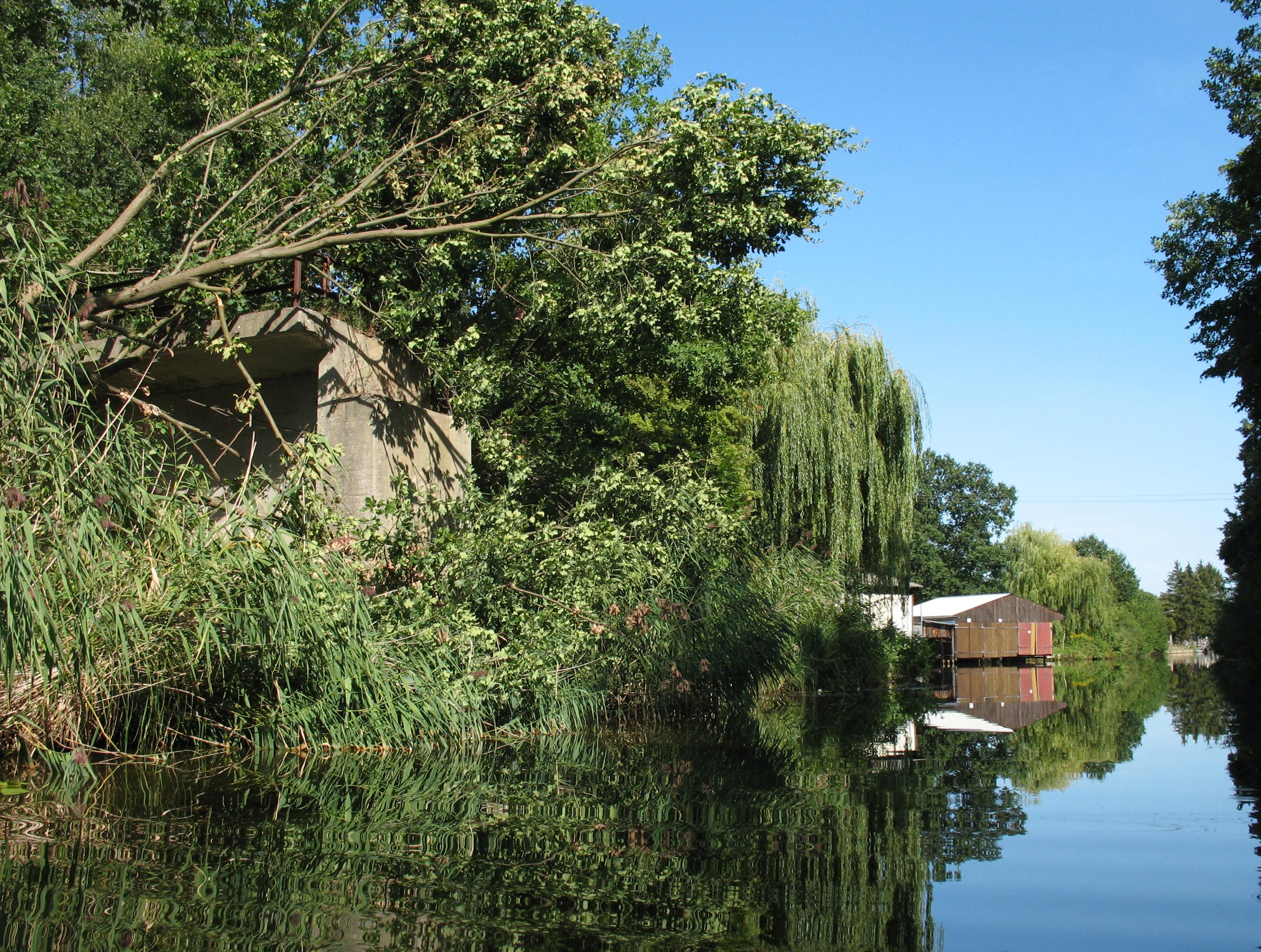
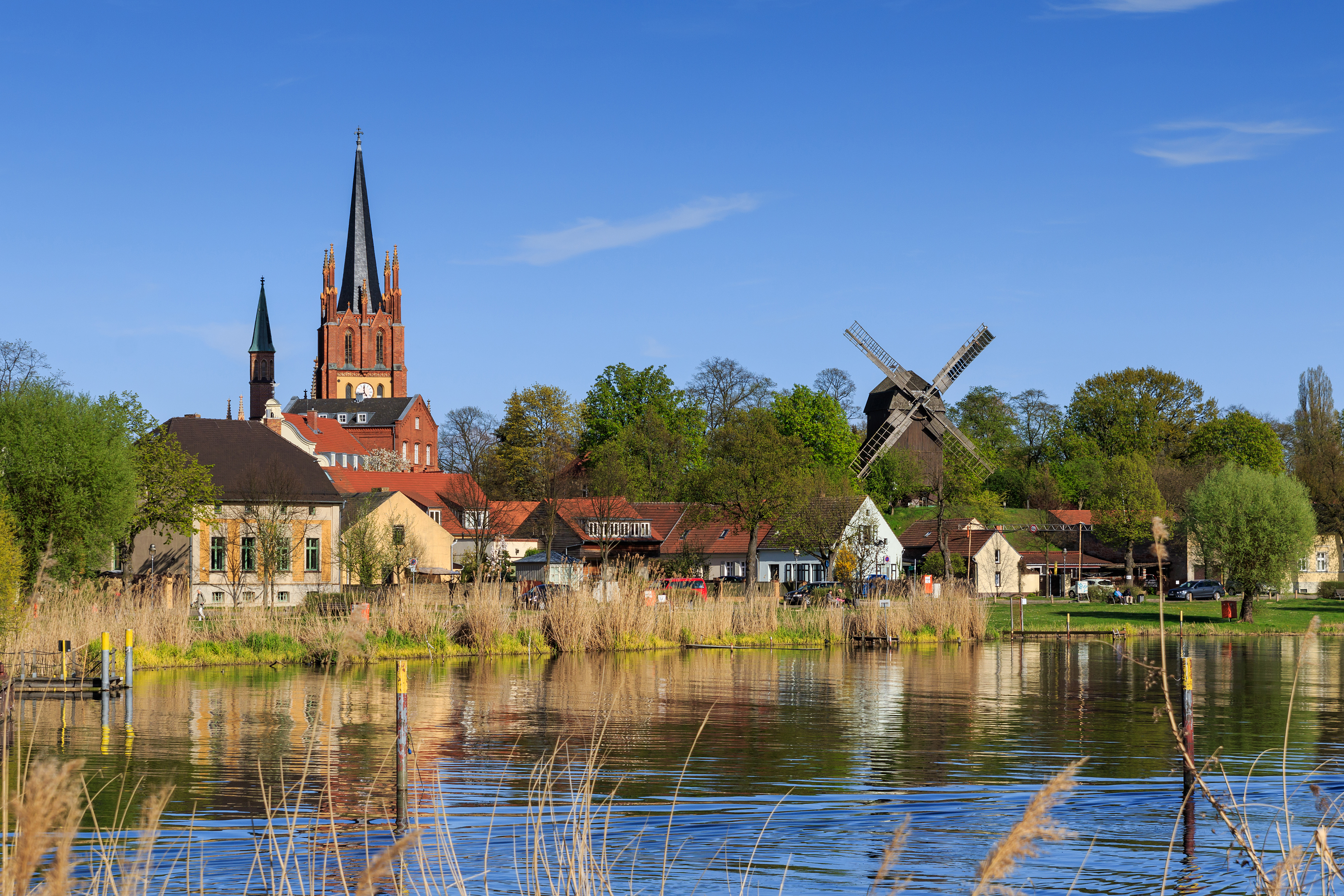
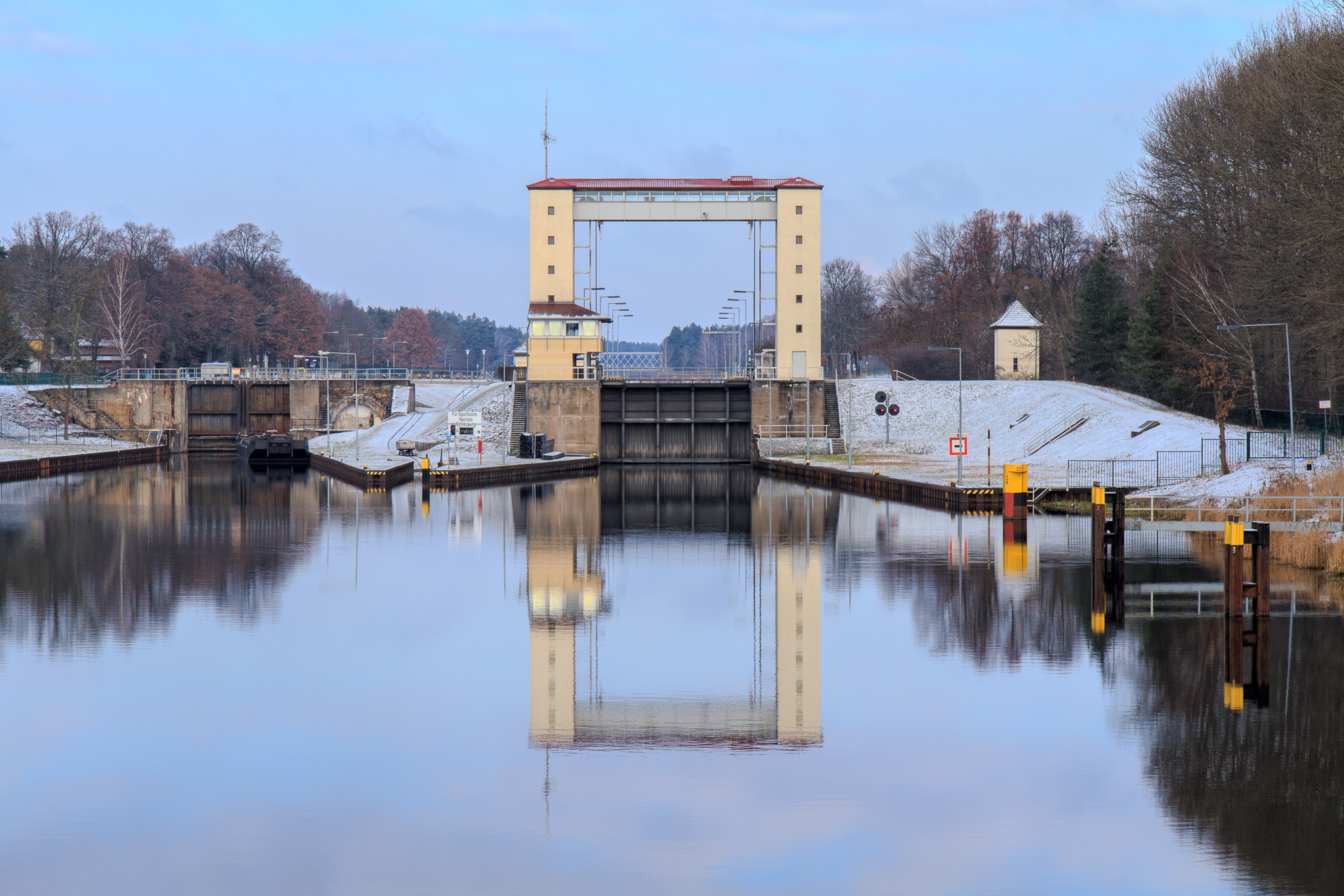
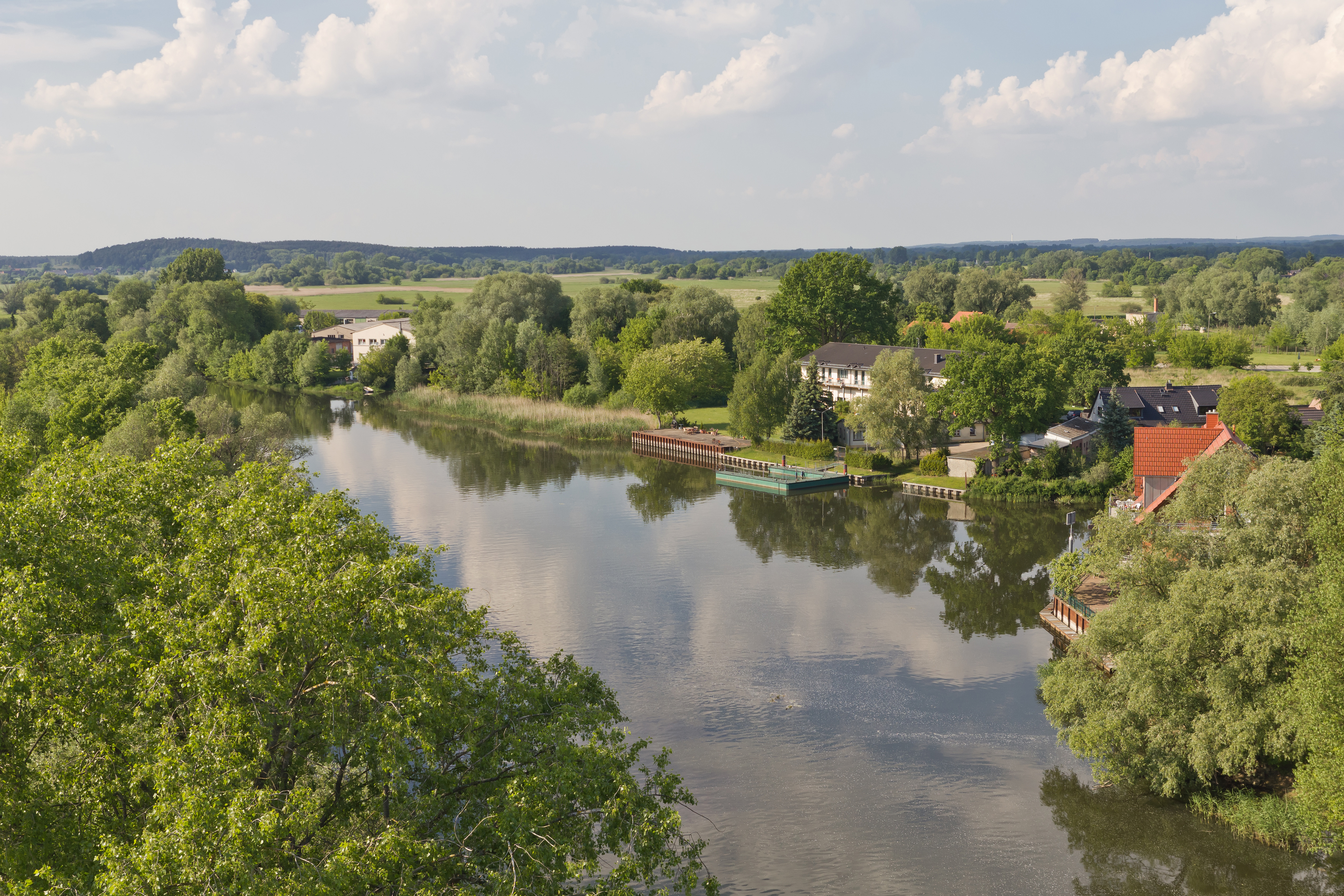